# Data General Unix
Data General Unix (DG/UX) ist ein kommerzielles Unix-Betriebssystem des Unternehmens Data General und stammt aus der System-V-Familie.
Es wurde von Data General mit deren Rechnersystemen der Eclipse-MV-Serie sowie später der AViiON-Serie ausgeliefert. Die erste Version von DG/UX stammt aus dem Jahr 1984. Die letzte Version von DG/UX war 5.4 Release 4.11.
Es war eines der ersten UNIX-Systeme das den Mehrprozessorbetrieb unterstützte. Zudem war schon sehr früh ein Logical Volume Manager enthalten, der Änderungen im laufenden Betrieb durchführen konnte. Spätere Versionen unterstützten auch NUMA auf entsprechender Hardware.